# Saint-Cyr-des-Gâts
Saint-Cyr-des-Gâts és un municipi francès situat al departament de Vendée i a la regió de País del Loira. L'any 2007 tenia 516 habitants.

## Demografia

### Població
El 2007 la població de fet de Saint-Cyr-des-Gâts era de 516 persones. Hi havia 210 famílies de les quals 40 eren unipersonals (8 homes vivint sols i 32 dones vivint soles), 91 parelles sense fills, 71 parelles amb fills i 8 famílies monoparentals amb fills.
La població ha evolucionat segons el següent gràfic:
Habitants censats

### Habitatges
El 2007 hi havia 260 habitatges, 210 eren l'habitatge principal de la família, 29 eren segones residències i 22 estaven desocupats. 256 eren cases i 1 era un apartament. Dels 210 habitatges principals, 171 estaven ocupats pels seus propietaris, 37 estaven llogats i ocupats pels llogaters i 2 estaven cedits a títol gratuït; 1 tenia una cambra, 6 en tenien dues, 22 en tenien tres, 60 en tenien quatre i 121 en tenien cinc o més. 160 habitatges disposaven pel capbaix d'una plaça de pàrquing. A 74 habitatges hi havia un automòbil i a 116 n'hi havia dos o més.

### Piràmide de població
La piràmide de població per edats i sexe el 2009 era:
| Homes | Edats   | Dones |
| ----- | ------- | ----- |
| 0     | 95 o +  | 0     |
| 4     | 90 a 94 | 0     |
| 8     | 85 a 89 | 0     |
| 0     | 80 a 84 | 8     |
| 24    | 75 a 79 | 12    |
| 8     | 70 a 74 | 12    |
| 4     | 65 a 69 | 12    |
| 8     | 60 a 64 | 12    |
| 8     | 55 a 59 | 4     |
| 16    | 50 a 54 | 12    |
| 8     | 45 a 49 | 24    |
| 16    | 40 a 44 | 16    |
| 20    | 35 a 39 | 16    |
| 20    | 30 a 34 | 16    |
| 12    | 25 a 29 | 20    |
| 12    | 20 a 24 | 4     |
| 16    | 15 a 19 | 16    |
| 16    | 10 a 14 | 20    |
| 20    | 5 a 9   | 8     |
| 8     | 0 a 4   | 20    |

## Economia
El 2007 la població en edat de treballar era de 333 persones, 237 eren actives i 96 eren inactives. De les 237 persones actives 220 estaven ocupades (119 homes i 101 dones) i 17 estaven aturades (6 homes i 11 dones). De les 96 persones inactives 42 estaven jubilades, 17 estaven estudiant i 37 estaven classificades com a «altres inactius».

### Ingressos
El 2009 a Saint-Cyr-des-Gâts hi havia 211 unitats fiscals que integraven 520 persones, la mediana anual d'ingressos fiscals per persona era de 14.714 €.

### Activitats econòmiques
Dels 18 establiments que hi havia el 2007, 1 era d'una empresa extractiva, 1 d'una empresa alimentària, 4 d'empreses de construcció, 1 d'una empresa de transport, 3 d'empreses d'hostatgeria i restauració, 1 d'una empresa financera, 2 d'empreses immobiliàries, 3 d'empreses de serveis i 2 d'empreses classificades com a «altres activitats de serveis».
Dels 6 establiments de servei als particulars que hi havia el 2009, 1 era una oficina bancària, 1 paleta, 1 guixaire pintor, 1 fusteria, 1 empresa de construcció i 1 perruqueria.
L'únic establiment comercial que hi havia el 2009 era una fleca.
L'any 2000 a Saint-Cyr-des-Gâts hi havia 29 explotacions agrícoles que ocupaven un total de 1.456 hectàrees.

## Equipaments sanitaris i escolars
El 2009 hi havia una escola elemental.

## Poblacions més properes
El següent diagrama mostra les poblacions més properes.